# Альфред Бюхі
Альфред Бюхі (нім. Alfred Büchi, 11 липня 1879 — 27 жовтня 1959) — швейцарський інженер і винахідник. Найбільш відомий як винахідник турбонаддуву. Бюхі народився 11 липня 1879 року в Вінтертурі, Швейцарія, виріс там і в Людвіґсгафені. Був сином Йоганна Бюхі, виконавчого директора швейцарської промислово-технічної та виробничої фірми Sulzer.
Він мав хороші можливості для того, щоб займатися подібною сферою діяльності, і зрештою досяг слави завдяки своїм винаходам. У 1899 році він вступив на факультет машинобудування до Федеральної вищої технічної школи Цюріха, отримавши ступінь у 1903 році. Звідти він практикував інженерну справу в Бельгії та Англії, перш ніж повернутися до Швейцарії (Ветцікон) у 1908 році.

## Турбонаддув
У перші роки перебування за межами Швейцарії Бюхі захопився проблемою підвищення ефективності двигуна внутрішнього згоряння, пов’язаної з втратою тепла вихлопними газами.
Патент Бюхі № 204630, отриманий від Імперського патентного відомства Німецької імперії 6 листопада 1905 року, описує «компаундовий двигун із нагнітачем» із рішенням для уловлювання такого тепла за допомогою «аксіального компресора, радіально-поршневого двигуна та осьової турбіни на загальному валу».
Ідея була простою, проте матеріали та паливо, необхідні для її функціонування, ще не були доступні. Пізніше був створений ще один патент (1925 року), що описує «імпульсну роботу для наддуву низького тиску». Патент Бюхі 1905 року вважається знаковим, завдяки його винаходу і таким чином, визнається народженням ери турбонаддуву. Принципи Бюхі з 1905 року залишаються незмінними для турбонаддуву сьогодні. Потужність і ефективність покращуються «за рахунок надходження додаткового повітря в циліндри, а тепло від вихлопних газів використовується для приводу турбіни».